# Natalija Zabolotna
Natalija Pyljpivna Zabolotna, (ukrainska: Наталія Пили́півна Заболотна) född 23 april 1973 i Tjerkasy, Ukrainska SSR, Sovjetunionen, är en ukrainsk journalist och konstkurator.
Zabolotna studerade språk på Nationella Bohdan Chmelnytskyj-universitetet i Tjerkasy och har även studerat vid Nationella akademin för inrikes frågor i Kiev  och läst konsthistoria vid Nationella konst- och arkitekturakademin i Kiev. Därefter arbetade hon som journalist i Tjerkasy och från 2000 som informatör vid presidentkansliet i Kiev.
Zabolotna grundade den ukrainska konsttidskriften Art Ukraine 2007. Hon var från 2004 ansvarig för utställningsverksamheten för, och 2006-10 chef för hela, International Convention Center - ICC Kiev (Ukrainian House) i Kiev. Zabolotna är sedan maj 2010 ansvarig för uppbyggnaden av, och chef för, konsthallen Mystetskijarsenalen i Kiev.
Zabolotna är gift med tidigare parlamentsledamoten Igor Savtjenko.

## Kutsnetzov-incidenten 2013
Inför en ny utställning av ukrainsk konst i juli 2013, betitlad De stora och storslagna, utförde den ukrainske konstnären Volodymyr Kuznetsov en kraftigt samhällskritisk väggmålning i Mystetskiarsenalen med titeln "Koliivschina: Domedagen": Dagarna före invigningen, där Ukrainas president Viktor Janukovytj  skulle närvara, lät Zabolotna måla över den ännu inte färdigställda målningen med svart sprayfärg.
Väggmålningen, som mätte elva gånger fem meter, visade en kärnreaktor i lågor, samt präster och domare till hälften sänkta i ett kar med röd vätska. En bil som till synes har officiella personer som passagerare visas på väg ner i karet. Ett antal andra personer är grupperade bredvid karet. Utställningen var avsedd att fira årsdagen 1025 år efter grundandet av Kievriket, och Zabolotna angav som skäl för ingripandet i utställningen att det inte passade sig i detta patriotiska sammanhang att kritisera det egna landet:
| ”                   | Mystetskijarsenalens chefs huvudsakliga uppgift är att utveckla centret till en pan-ukrainsk, interdisciplinär kulturinstitution. Medveten om detta mitt ansvar, och efter omfattande konsultationer med vår kuratorsgrupp, kom jag fram till beslutet att ta bort verket ifråga. Jag hoppas att ni vill begrunda beslutet i ljuset av våra rättigheter och vårt ansvar som fria medborgare i ett fritt och pluralistiskt samhälle, även om ni inte håller med vad jag kommit fram till. | „ |
| – Natalia Zabolotna | |   |

Incidenten ledde till att Mystetskijarsenalens biträdande chef Oleksandr Solovjov avgick. Också chefredaktören på den av Zabolotna grundade tidskriften Art Ukraine avgick.